# Họ Giảo mộc
Họ Giảo mộc (danh pháp khoa học: Garryaceae) là một họ nhỏ của thực vật hạt kín, chỉ bao gồm 2 chi là Garya và Aucuba. Họ này sinh sống trong khu vực ôn đới ấm và cận nhiệt đới, các loài Garrya có ở miền tây Bắc Mỹ và Trung Mỹ, còn các loài Aucuba ở miền đông châu Á. 
- Garrya Douglas ex Lindl., 1834. Khoảng 13-18 loài cây bụi hay cây gỗ[2][3]. Chúng là các cây bụi hay cây gỗ nhỏ thường xanh với các lá đơn mọc đối, không lá kèm, hợp sinh tại gốc, với hoa đơn tính khác gốc có bầu nhụy hạ, thụ phấn nhờ gió, quả là dạng quả mọng[3]. Các loài cây trong chi này trong tiếng Anh gọi là silktassel (tua lụa) và tassel bush (cây bụi tua).
- Aucuba Thunb., 1783 (bao gồm cả Eubasis): Khoảng 3-10 loài cây bụi[2][4]. Chúng là các cây bụi thường xanh với các lá đơn mọc đối, không lá kèm, hợp sinh tại gốc, với hoa đơn tính khác gốc có bầu nhụy hạ, quả là dạng quả mọng. Chi Aucuba cũng thường được gộp trong họ Cornaceae nghĩa rộng trong một số hệ thống phân loại hay tách riêng trong họ của chính nó là Aucubaceae J. Agardh[2][4].

## Thư viện ảnh

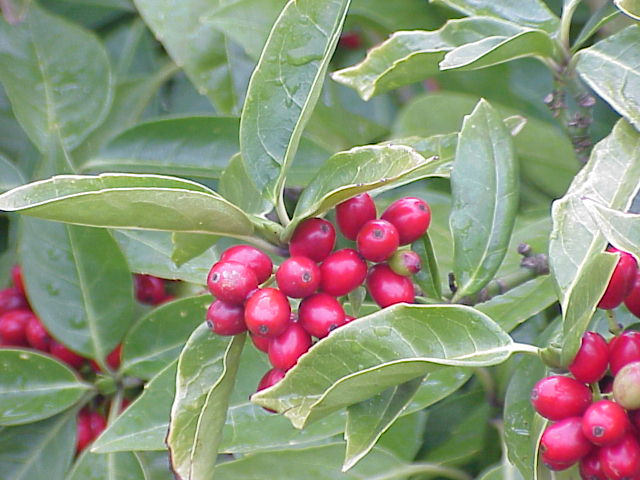
Aucuba japonica.